# Vincent Le Quellec
Vincent Le Quellec (* 8. Februar 1975 in Lannion) ist ein ehemaliger französischer Bahnradsportler und zweifacher Weltmeister.
Vincent Le Quellec war ein Spezialist für die Kurzzeitdisziplinen auf der Bahn. 1995 und 1996 wurde er Europameister (Nachwuchs) im Sprint. 1997 und 1998 errang er gemeinsam mit Arnaud Tournant und Florian Rousseau den Weltmeistertitel im Teamsprint. 2001 wurde er französischer Meister im Keirin.
Von 1998 bis 1999 fuhr Le Quellec für das Bahnradteam der Équipe Cofidis. Im Jahre 2001 trat er vom aktiven Radsport zurück, nachdem er in der französischen Teamsprint-Mannschaft durch Laurent Gané ersetzt worden war.